# (5449) 1992 US5
(5449) 1992 US5 (1992 US5, 1941 BX, 1981 TF, 1982 YK3, 1983 CY8, 1986 OS, 1986 PZ6, 1986 RP8, 1990 HB3, 1991 NY7) — астероїд головного поясу, відкритий 28 жовтня 1992 року.
Тіссеранів параметр щодо Юпітера — 3,215.